# Jade Lagardère
Pour les articles homonymes, voir Forêt (homonymie).
Jade Lagardère, née Jade Foret le 26 septembre 1990 à Woluwe-Saint-Lambert (région de Bruxelles-Capitale), est un mannequin et scénariste de bande dessinée belge. Elle est autrice et la créatrice de la saga Amber Blake. Elle est la sœur aînée du mannequin Cassandra Foret.
Elle épouse à Paris, en 2013, l'homme d'affaires français Arnaud Lagardère avec qui elle a trois enfants : deux filles et un garçon.

## Biographie
Jade Lagardère est la fille de Bernard Foret et de Maïté Paz, d'origine espagnole. Jade est l'avant-dernière d'une famille de cinq enfants. Avant de fréquenter l'athénée royal Paul Delvaux à Ottignies, elle commence sa carrière de mannequin à l'âge de douze ans avec l'agence Newmodels en 2003. Jalousée à l'école, elle subit les critiques de camarades de classe à cause de sa grande taille. À 13 ans, en 2004, elle se fait connaître en Belgique en posant dos nu sur une affiche de 100 × 20 m, pour une publicité de la marque de peinture Levis, sur la Tour Madou à Bruxelles. Au même âge, lors de la Fashion Week de Milan, en Italie, elle défile pour Armani, puis participe à plus d'une dizaine de défilés à Rome, pour les marques Alberta Ferretti, Antonio Marras, Kenzo, Trussardi, Giorgio Armani, Marco Correti, Dirk Bikkembergs, etc.
À quinze ans, en 2006, elle présente une émission mensuelle, sur la chaîne Move-On TV.
Marquée par l'action de SOS Villages d'enfants au Maroc lorsqu'elle avait seize ans, elle s'implique notamment en faveur des enfants malades de l'hôpital Necker,.
Jusqu'à ses dix-sept ans, elle suit des cours par correspondance mais elle ne passe finalement pas le baccalauréat. Du fait de sa carrière, elle parle anglais et espagnol.
En 2008, elle chante sa première chanson qu'elle a écrite I'm not a material girl lors de l'événement Top Model Belgium en Belgique à Mons.
En 2009, elle entame une brève relation avec le footballeur Émile Mpenza, qui finit par un conflit. Elle continue son activité de top model et décide de s’installer à New York. Elle y a lié sa destinée à l'agence One Management. Elle s'essaie à la chanson, au cinéma et à la télévision.
En 2010, elle rencontre l'homme d'affaires Arnaud Lagardère et devient sa compagne. Ils apparaissent dans une vidéo tournée à Rambouillet en juillet 2011 pour l'hebdomadaire Le Soir Magazine qui devient un phénomène du web. Cette vidéo a conduit certains membres du groupe industriel d'Arnaud Lagardère à remettre en cause sa compétence,. Jade Foret qualifie elle-même la vidéo de « kitschissime ». En 2011, Arnaud Lagardère annonce leur mariage. Au début du mois d'avril 2012, elle annonce au magazine Be qu'elle est enceinte et prévoit d'épouser son compagnon avant la fin de l'année. Leur première fille Liva naît le 16 septembre 2012 et leur seconde fille Mila naît le 9 mars 2014. Le dimanche 30 août 2015, elle annonce être enceinte à nouveau de son troisième enfant et donne naissance à son premier fils, Nolan, le 16 janvier 2016.
Elle épouse Arnaud Lagardère le 24 mai 2013.
En novembre 2012, dans son émission Tout ça ne nous rendra pas le Congo, la RTBF diffuse un reportage appelé La belle, le milliardaire et la discrète sur la relation entre Jade et Arnaud Lagardère. Cette émission n'est apparemment pas du goût du dernier, qui décide en juin 2013 d'en acheter tous les droits de diffusion.
Elle sort son premier album de BD, un thriller intitulé Amber Blake, publié aux éditions Glénat, en 2017 en collaborant avec Butch Guice (auteur de comics ayant notamment travaillé sur Thor, Superman, Captain America, etc.).
En juin 2018 est publié le deuxième tome d’Amber Blake Opération Cleverland.
En novembre 2018, Amber Blake est publié aux USA
Le 4 août 2021 sort le troisième tome d’Amber Blake Operation Dragonfly en avant-première aux États-Unis.
Elle est condamnée en juin 2021 pour corruption pour l'obtention de son permis de conduire. Il lui est reproché d'avoir payé 15 000 euros pour décrocher son permis de conduire français en envoyant une autre personne passer l'examen.
Brune aux yeux bleus, elle mesure 1,82 m.

## Musique
En 2008, elle joue dans le clip du rappeur Kaye Styles (avec Young Piff) pour la chanson Upside Down.
En 2011, elle tourne dans un clip (du morceau The Storm) du groupe Dogwalker.
Elle tourne également en 2012 dans le clip de Kerredine Soltani Pas assez.

## Filmographie
- 2008 : Louis la Brocante (épisode Louis et la Belle Brocante) : cliente au bar
- 2009 : Cinéman de Yann Moix : figurante
- 2010 : Sans laisser de traces[24] : fille russe.

## Publications

### Bandes dessinées

#### Amber Blake
- 1. La Fille de Merton Castle[25], Glénat, coll. « 24X32 », Grenoble, 24 mai 2017
Scénario : Jade Lagardère - Dessin : Butch Guice - Couleurs : Dan Brown -  (ISBN 978-2344016190)
- 2. Opération Cleverland[26], Glénat, coll. « 24X32 », Grenoble, 6 juin 2018
Scénario : Jade Lagardère - Dessin : Butch Guice - Couleurs : Dan Brown -  (ISBN 978-2-344-02443-0)
- 3. Opération Dragonfly[27], Glénat, coll. « 24X32 », Grenoble, 26 janvier 2022
Scénario : Jade Lagardère - Dessin : Butch Guice - Couleurs : Dan Brown -  (ISBN 978-2344052068)

### Émissions de télévision
- Jade Lagardère présente son premier album de BD "Amber Blake" dans RTL Info sur RTL-TVI, présentation : Olivier Schoonejans -  (4 min 18 s), 9 juin 2017 Voir en ligne.